# Akodon tartareus
Akodon tartareus és una espècie de mamífer rosegador de la família dels cricètids. A. tartareus fou tractat com a subespècie de A. varius (A. v. tartareus) i A. simulator (A. s. tartareus). Tanmateix, un estudi de l'any 2008 que investigà les relacions filogenètiques i evolutives entre els llinatges del gènere Akodon, examinant dades de la seqüència de nucleòtids del citocrom b del gen mitocondrial, revelà que és una espècie distinta. A. tartareus pertany al grup d'espècies A. simulator o «clade selva de iungues», juntament amb A. simulator, A. glaucinus i A. varius.